# 昭和天皇独白録
昭和天皇独白録（しょうわてんのうどくはくろく）は、昭和天皇が戦前、戦中の出来事に関して1946年（昭和21年）に側近に対して語った談話をまとめた記録。最初は『文藝春秋』1990年12月号で公開された。

## 作成・発見の経緯
『独白録』は、外務省出身で当時宮内省御用掛として昭和天皇の通訳を務めていた寺崎英成により作成された。寺崎による結語には、この記録の作成経緯について以下に記されている。
木下道雄の『側近日誌』によると、1945年12月4日に梨本宮守正王が戦犯容疑で逮捕されたのをきっかけとして、昭和天皇との相談の上「御記憶に加えて内大臣日記、侍従職記録を参考として一つの記録を作り置くを可」として松平康昌と共に木下が作成することになった。作業は一旦中止されたが、翌年2月25日になり戦犯裁判との関連で手記を用意する必要がないかとの天皇の下問があり調査が再開された。
稲田周一の手になる正文があったとみられるがこれは発見されていない。
『独白録』の一部は、木下の『側近日誌』に関係文書として収録されている。この「木下メモ」は菊花紋章がついた罫紙の用箋に書かれており、独白録の冒頭「大東亜戦争の遠因」に対応しているが、独白録よりも詳細である。寺崎版では「木下メモ」の文章が口語に変換され省略されている。
寺崎は病のため1948年から実務を離れ、翌年にグエン夫人と娘のマリコは、マリコの教育のためアメリカ・テネシー州に帰国した。寺崎は2年後に死去した。寺崎の遺品に含まれていた独白録は弟の寺崎平が保管していた。グエンが執筆した『太陽にかける橋』が日米でベストセラーとなり出版社の招待で1958年に来日した夫人に平から遺品が手渡された。グエンとマリコは日本語が読めなかったため記録類はしまい込まれた。30年後にマリコの息子コールが記録を整理する過程で文書の鑑定を南カリフォルニア大学のゴードン・バーガー教授（歴史学）に依頼し、教授はさらにこれを東京大学教授の伊藤隆に転送した。「歴史的資料として稀有なもの」との評価を受け取った寺崎家では重要性を鑑みて公表することにした。
『独白録』の存在は1990年11月7日の新聞各紙で初めて報道された。月刊『文藝春秋』1990年12月号に全文が掲載され、大反響をよび追加増刷し発行部数は100万部を超えた。翌月号は識者の感想と、下記4名の座談会が掲載された。

### 刊行その後
寺崎の日記と娘マリコの回想（塩谷紘構成）を加え、1991年3月に『昭和天皇独白録・寺崎英成御用掛日記』文藝春秋が刊行された。1995年に寺崎日記を省き『昭和天皇独白録』が文春文庫で再刊した。
直筆原本とされるものが2017年12月にボナムズにより競売され、日本の美容外科医である高須克弥が27万5000USドル（手数料込み・約3080万円）で落札し、この「直筆原本」を皇室に提供したいと述べた。宮内庁は2018年2月に「直筆原本」を高須から預かり「（1）寺崎英成の直筆であること」「（2）文藝春秋から刊行されている活字本と概ね同内容であること」の2点を確認した。2018年5月28日、宮内庁は、高須からの「直筆原本」の寄贈を受け入れたこと、宮内庁公式サイトで公開する予定であることを発表した。

## 内容
寺崎用箋と書かれた特注の便箋170枚からなる。一部が筆で書かれている以外は鉛筆書きとなっている。表題は付されていない。原稿は一部と二部に分かれており、それぞれが紐で綴じられていた。第一巻は「大東亜戦争の遠因」および「張作霖爆殺事件」から「開戦の決定」まで、第二巻は「宣戦の詔書」から「8月14日の御前会議前后」までに「結論」を加え終わっている。
陸海軍の軍人、政治家に対する率直な批評も書かれている。東條英機、嶋田繁太郎、岡田啓介、米内光政などの評価が高い一方で、松岡洋右、平沼騏一郎、宇垣一成、小磯国昭、近衛文麿、有末精三などは酷評されている。また弟宮である秩父宮雍仁親王および高松宮宣仁親王との関係が微妙なものであったことが窺われる。
ただし『木戸幸一日記』、『西園寺公と政局』（原田熊雄の公的日記）と比べれば史料的価値自体は低く、「昭和史理解を根底から覆すような、まったく新しい事実の提示を期待するべきではない」とも評されている。

## 英語版の発見
1991年1月号の『文藝春秋』では独白録の評価をめぐり、伊藤隆、児島襄、秦郁彦、半藤一利による座談会「『独白録』を徹底研究する」が掲載され、伊藤と児島は、記録は政治的な背景を持たない内輪話であるとした見解を示したが、秦は極東国際軍事裁判（東京裁判）で天皇が戦犯として訴追される可能性を懸念してGHQに提出することを念頭においた「弁明書」であり英語版が存在するはずであると主張した。
1997年にNHKで放送された『NHKスペシャル 昭和天皇 二つの「独白録」』の取材過程で、GHQの当時准将ボナー・フェラーズの文書から英語版が発見された。英語版が作成されGHQに渡っていたことが確認されたことから、独白録の作成目的が秦の主張するように東京裁判対策であることが確実視されるようになった。
この英語版『独白録』は文量の違いや表現の異なる部分から、日本語版をそのまま翻訳したものではなく稲田周一による「速記録」を底本として別個に作成され、東京裁判開廷前にフェラーズらに手渡された可能性が指摘されている。